# Schoen

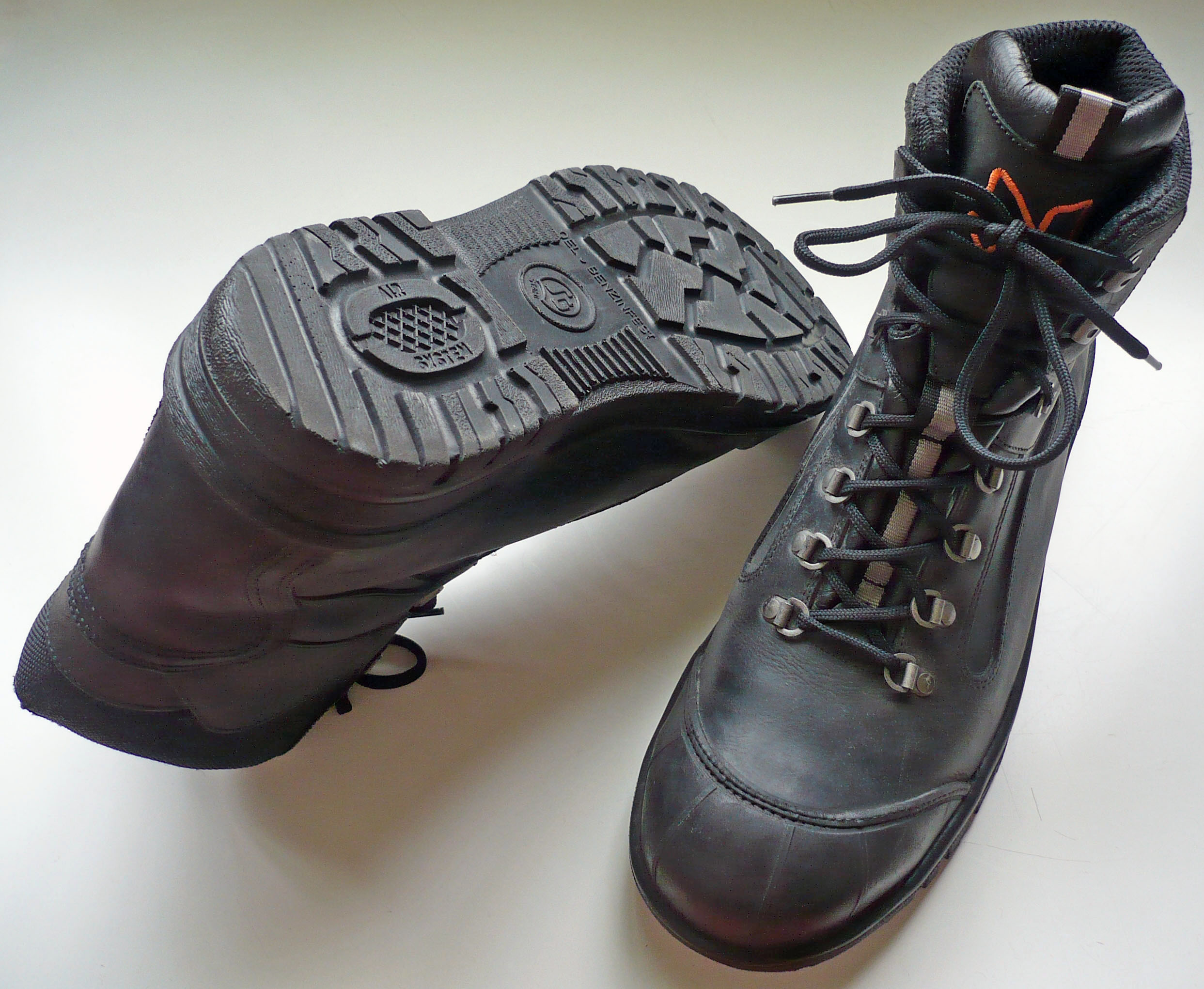
Een paar werkschoenen

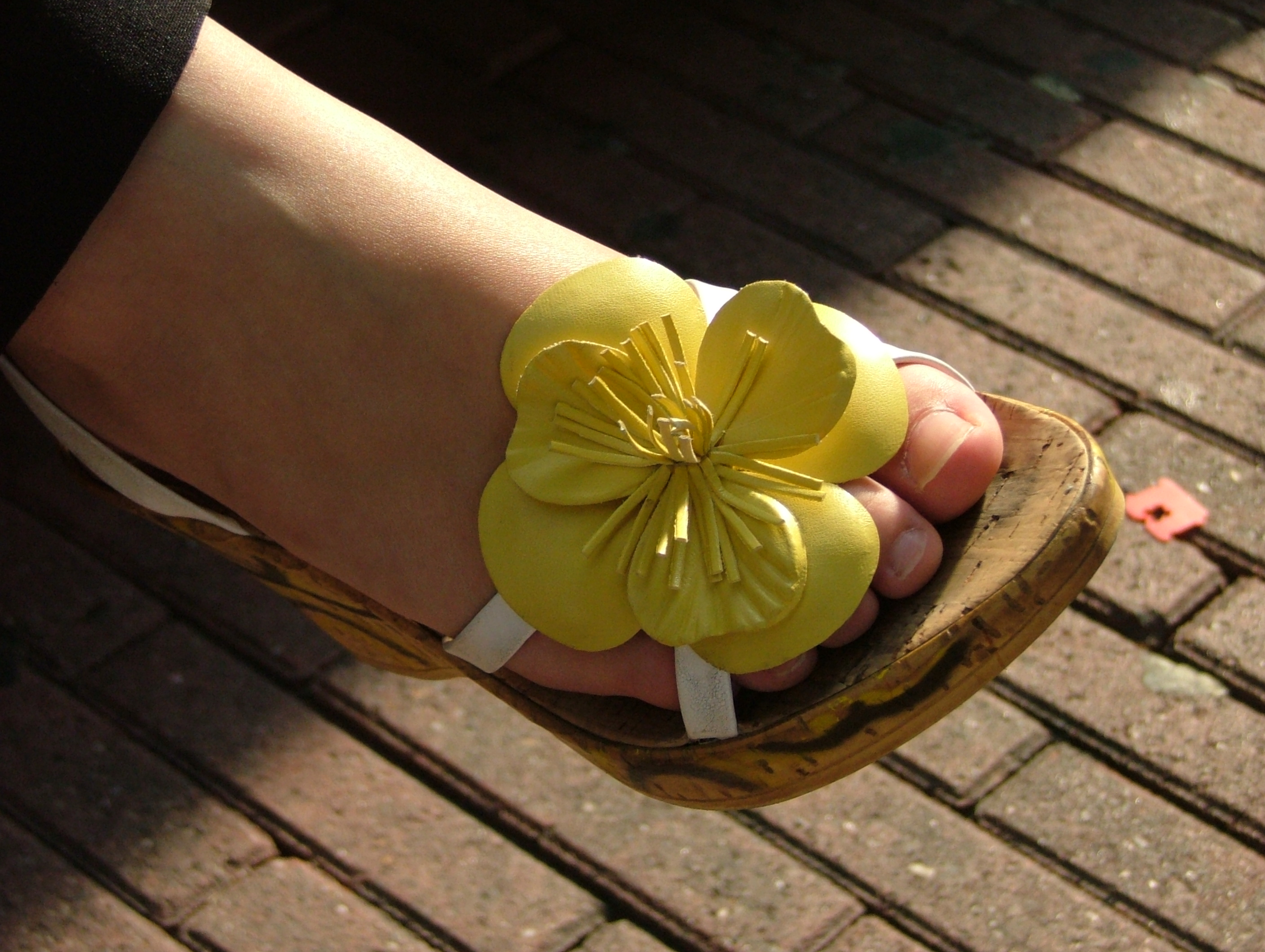
Een damesvoet in een sandaal

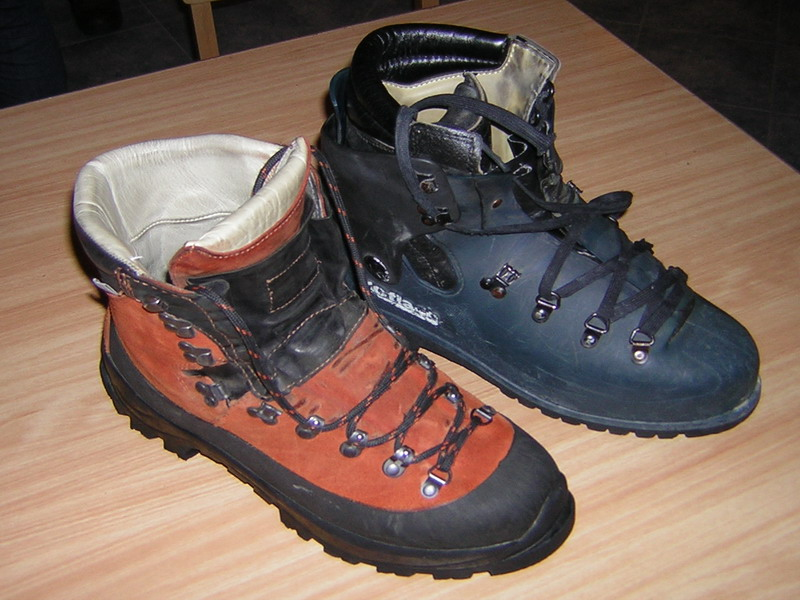
Bergschoenen

Een schoen is de meest gebruikelijke vorm van schoeisel.

## Kenmerken
Schoenen bieden bescherming aan de voeten tegen vuil, een harde ondergrond, kou, etc. Ze kunnen het lopen gemakkelijker maken, maar soms ook juist niet (bijvoorbeeld schoenen met naaldhakken). Veel vrouwen kopen schoenen een maat te klein, omdat ze dat mooier vinden, en nemen pijn aan de voeten op de koop toe.
Schoenen kunnen op verschillende manieren aan de voet worden vastgemaakt, bijvoorbeeld met veters, met gespen of met klittenband. Dit is vooral bij kinderen handig, die nog moeite hebben met het strikken van veters. Bovendien is klittenband gebruiksvriendelijker doordat het sluiten makkelijker en veel sneller gaat. Schoenen zonder veters of klittenband maar met een elastische bovenzijde heten instappers.

## Geschiedenis
De eerste voetbedekking van mensen heeft wellicht bestaan uit eenvoudige windsels. Daaruit werd de sandaal ontwikkeld, de eerste echte schoen.

## Fabricage
De schoen is gemaakt in de vorm van de voet. Het bovenmateriaal (leer, kunststof of stof) is meestal soepel om goed te kunnen vormen. Daarvoor wordt een leest gebruikt, die in allerlei maten beschikbaar is. Per ontwerp worden andere leesten gemaakt. Het leer van een schoen is gemaakt van huiden van dieren en dan met name van runderen, omdat deze huiden het sterkst zijn. Deze huiden worden gelooid (vocht toebrengen aan de huid). Hierdoor zwelt de huid op en kan deze in laagjes gesneden worden. De toplaag, de nerf, is het sterkst en wordt glad gebruikt of in bewerkte vorm zoals nubuck. De volgende laag is suède. De onderste laag heet split en is het minst van kwaliteit.
De zool is van stugger slijtvast materiaal (leer, echt rubber en thermoplastische rubber (TR)), maar kan meestal wel meebewegen tijdens het lopen. De hak van de schoen is van niet vervormbaar materiaal. Deze is soms van kunststof waarvan het oppervlak bijvoorbeeld een bepaalde kleur heeft gekregen. In de meeste gevallen zijn de hakken van kunststof gemaakt en omkleed met leer, textiel of horizontaal geplaatste reepjes leer.
Een gesloten schoen wordt in de volgende stappen gemaakt: Op basis van de vorm van de leest wordt het leer op maat gesneden. De randen worden schuin afgesneden, waarna de delen aan elkaar worden genaaid. De binnenneus wordt van hard materiaal gemaakt en aan het leer bevestigd. Het contrefort, dat de hiel verstevigt, wordt vervolgens ook vastgemaakt aan het leer. Het leer wordt geweekt, zodat het zich kan vormen naar de leest. Het bovenleer wordt om de leest gespannen, vastgespijkerd en moet zo twee weken drogen. De rand tussen bovenleer en zool wordt afgewerkt, de binnenzool wordt aangebracht, evenals de hak. De laatste handeling is het poetsen van de schoen.

## Onderhoud
Schoenen worden vaak schoongemaakt met borstels, Sprays of speciale middelen. Sommige mensen stoppen hun schoenen in de wasmaschine maar dat kan de materialen beschadigen, vooral bij suède of leer . Ook kunnen zolen loslaten. Een voorzichtige reiniging met de hand, speciale borstels of professionele reiniging wordt daarom vaak aangeraden, afhankelijk van het materiaal van de schoen.

### Onderdelen
Onderdelen van een schoen zijn onder meer:
- neus, die sterk van vorm kan variëren, spits, recht, rond etc.
- voorschoen, het gedeelte leer direct achter de neus
- schacht met aan de bovenzijde de schachtrand, tussen de voorschoen en de hiel.
- hielstuk, verstevigd met het contrefort.
- binnenzool
- zool
- hak

## Mode
De vorm van de schoen is modegevoelig en schoenen ontwerpen is een apart vak. Er zijn dan ook vele schoenontwerpers. Vooral damesschoenen zijn sterk onderhevig aan de mode. De gemiddelde vrouw in de VS had rond 1995 dertig paar schoenen. Schoenen worden dan ook op allerlei manieren versierd, met strikken, kralen, borduursels, of op zijn minst een sierstiksel. Daarnaast weerspiegelen schoenen de welstand van de drager.

## Soorten schoenen naar gebruik
Er zijn zeer veel soorten schoenen, voor verschillende sporten, gelegenheden en beroepen:
- Balletschoenen
- Bergschoenen
- Bootschoenen
- Clownsschoenen
- Dansschoenen
- Espadrilles
- Fietsschoenen
- Gezondheidsschoenen
- Kleppers
- Klompen
- Laars
- Legerkisten
- Loafers
- Muiltjes
- Mocassins
- Overschoen
- Pantoffels
- regenlaarzen
- Skischoenen
- Sandalen
- Slippers
- Sportschoenen of sneakers
- Uggs
- Veiligheidsschoenen
- Voetbalschoenen
- Wandelschoenen
- Waterschoenen
- Zori

## Soorten schoen naar vorm
Sommige schoenen worden alleen door heren respectievelijk dames gedragen, maar dat onderscheid is niet scherp. Veel vrouwen dragen bijvoorbeeld ook wel veterschoenen.

#### Herenschoenen
Herenschoenen worden veelal ingedeeld naar de manier waarop zij worden gesloten:
- Veterschoenen:
  - Oxfordschoenen of Balmorals: het voorste gedeelte heeft een V-vormige opening waar de veters aan worden vastgemaakt.
  - Derbyschoenen: de veters worden vastgemaakt aan twee stukjes leer die los van elkaar aan het voorste deel van de schoen zitten.
- Monkschoenen hebben een gesp in plaats van veters.
- Instappers of loafers (waaronder mocassins) hebben geen veters of gespen.

Herenschoenen worden op verschillende manieren versierd. Zo zijn brogues nette schoenen met een patroon met kleine perforaties aan de boven- en zijkanten. Tweekleurige brogues worden wel gedragen bij het tapdansen.

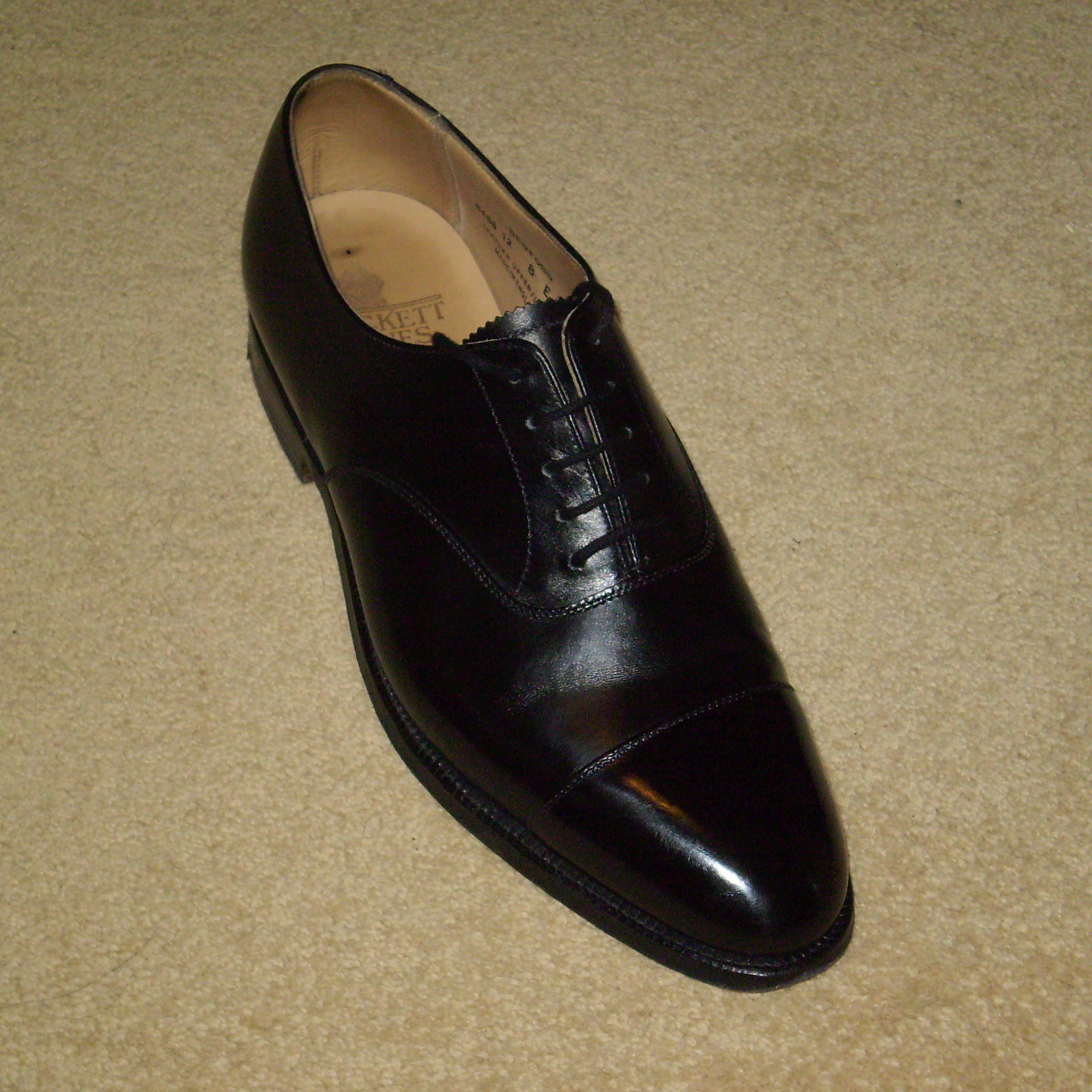
Oxfordschoen
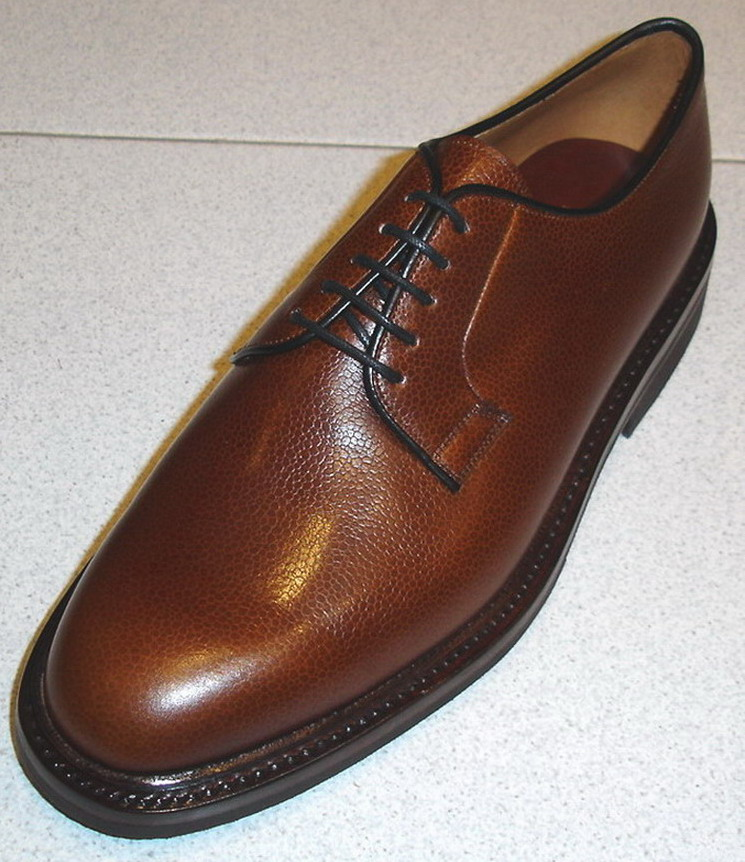
Derbyschoen
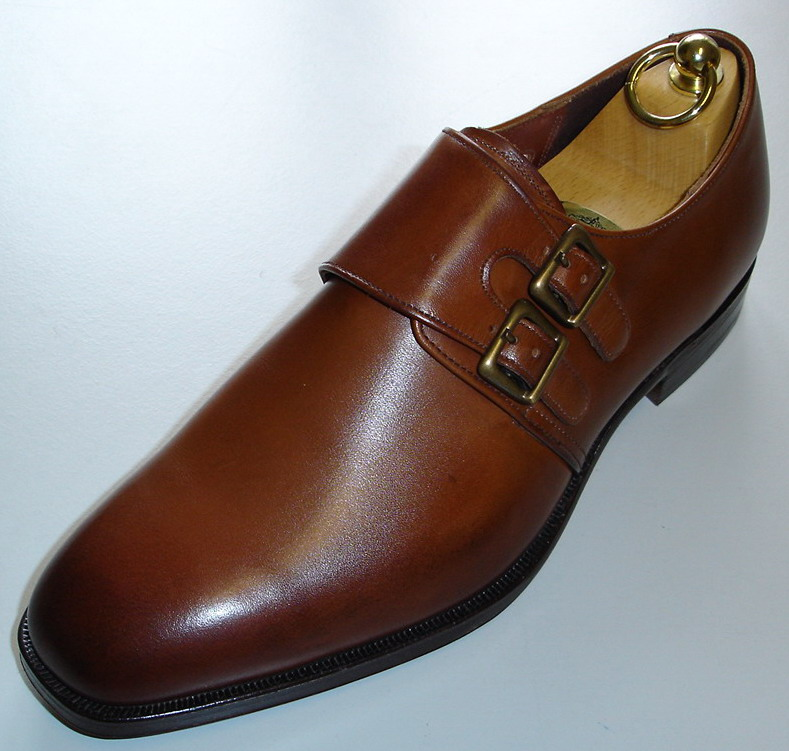
Monkschoen
Mocassins
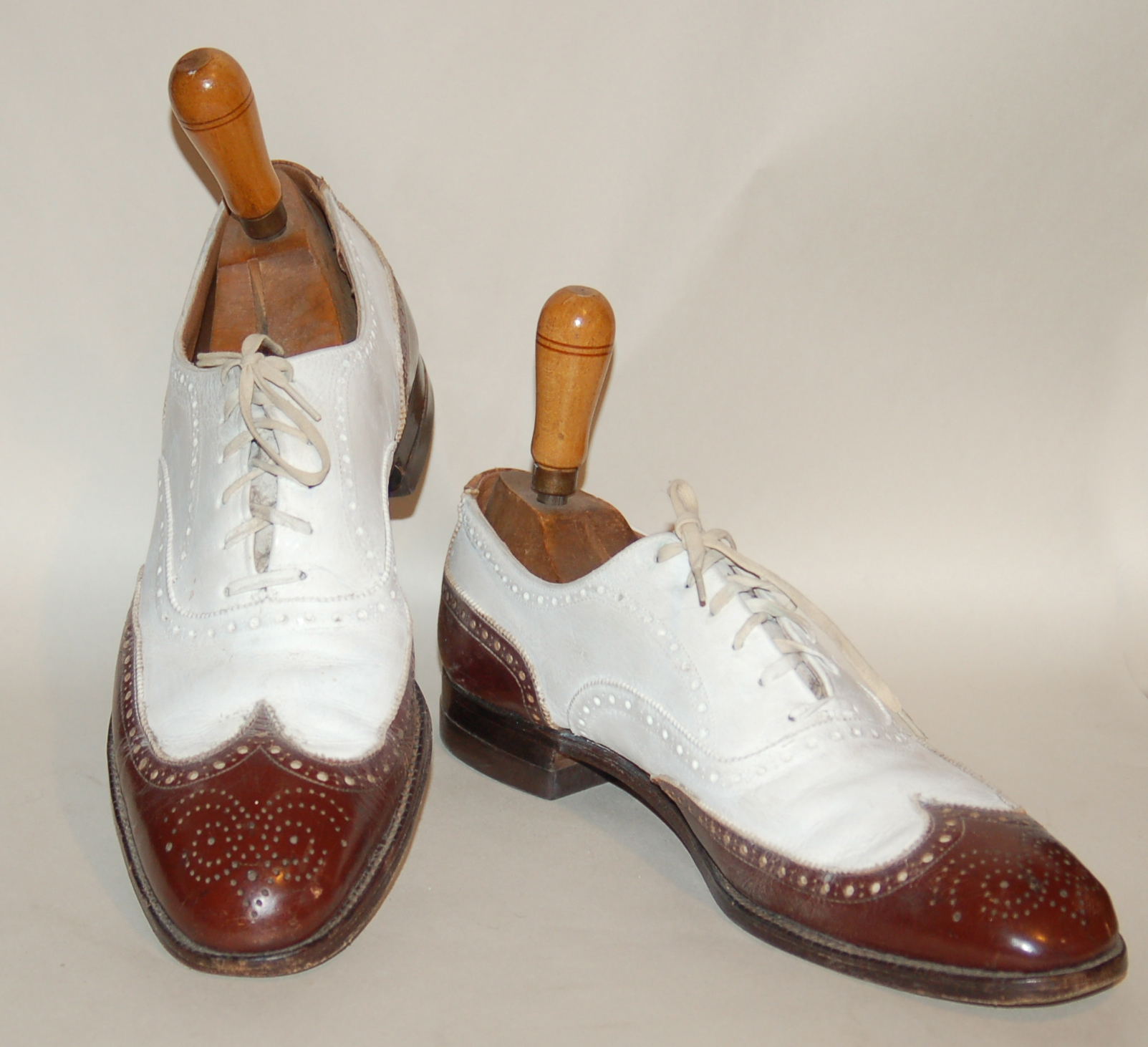
Brogues

#### Damesschoenen
Damesschoenen worden onderscheiden naar de vorm. Zo zijn er slippers, waarbij teen en hiel bloot zijn, muiltjes met een open hiel, pumps, een instapper met zowel een gesloten teen als een gesloten hiel, en bandschoenen, waar een band om de voet zit. Veterschoenen zijn ten slotte geheel gesloten.
Daarnaast worden damesschoenen ook onderscheiden naar de hoogte of de vorm van de hak:
- Stiletto's (met een zeer hoge en dunne hak).
- Naaldhakken (minstens 7 cm hoog).
- Pumps (hooggehakte instappers).
- Kitten heels (met een hak van 2,5 tot 5 cm).
- Schoenen met een sleehak in de vorm van een wig.
- Slingbacks zijn schoenen die met een band achter de hiel worden vastgemaakt.
- Ballerina's hebben een zeer lage hak of geen hak en een betrekkelijk kort deel over de tenen.

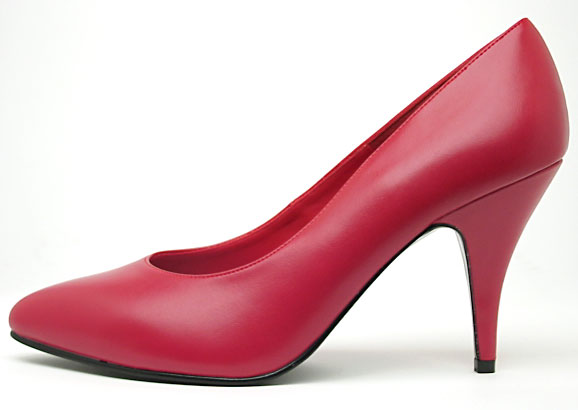
Pump
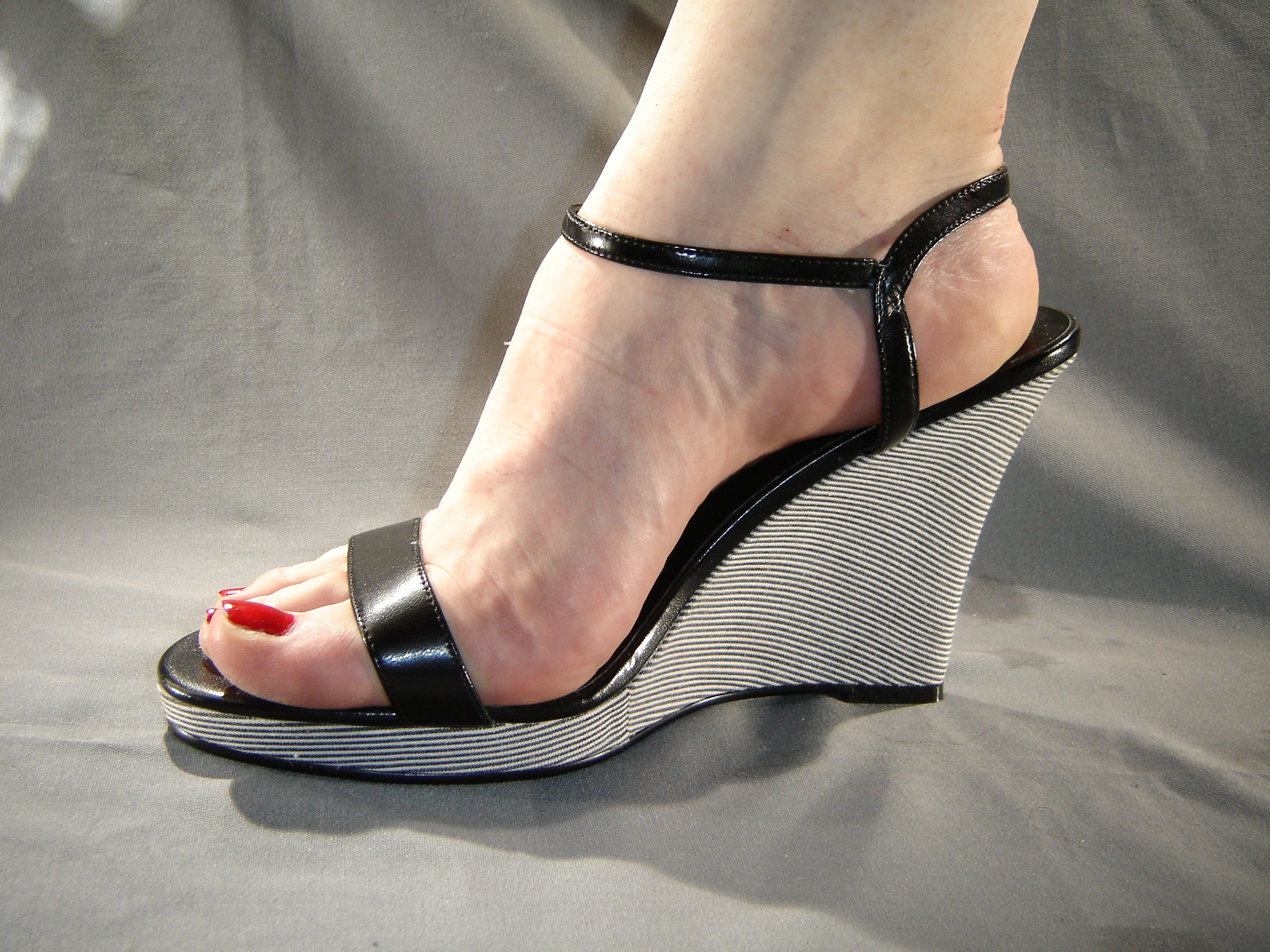
Sandaal met sleehak
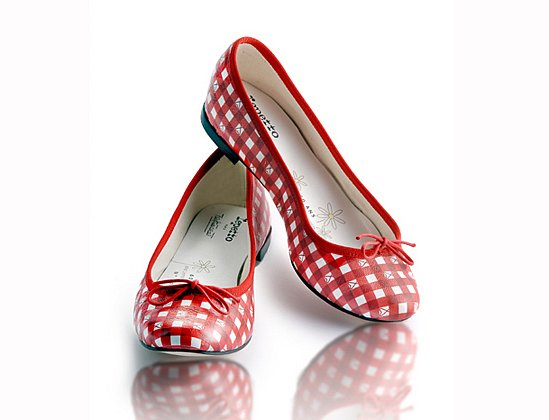
Ballerina's

## De schoen in de taal en de plaatselijke gebruiken
Veel kinderen in Nederland zetten hun schoen eind november en begin december bij de kachel, want op 5 december is het Sinterklaasavond. De kinderen geloven dat Sint Nicolaas langskomt op zijn schimmel, door de schoorsteen naar beneden komt en een lekkernij in de schoen legt. Als ze thuis geen kachel hebben, zetten de kinderen hun schoen bij de verwarming, bij een deur of bij een raam.
In veel Aziatische culturen, zoals de Turkse, Chinese, Japanse en Koreaanse cultuur, doet men de schoenen uit als men het huis betreedt. Iedere bewoner van een huis heeft zijn eigen huisslippers of schoenen, en voor in de badkamer en wc is altijd ook nog een extra paar aanwezig. Het niet conformeren aan deze regels wordt als een belediging ervaren. De reden is dat met schoenen buiten gelopen wordt, waardoor zaken als modder en straatvuil aan de schoenen kleven. Door de schoenen aan te houden wordt dit naar binnen verspreid wat men vies vindt. Het hebben van een deurmat doet daaraan niet af, een schoen is per definitie nooit 'schoon'.
De schoen komt ook voor in een aantal Nederlandse uitdrukkingen en gezegden.

## Schoenenmuseum
- Schoenenkwartier in Waalwijk, Nederland[3]
- Schoeiselmuseum Eperon d'Or in Izegem, België[4]
- Schoenenmuseum SONS in Kruishoutem, België

## Galerij

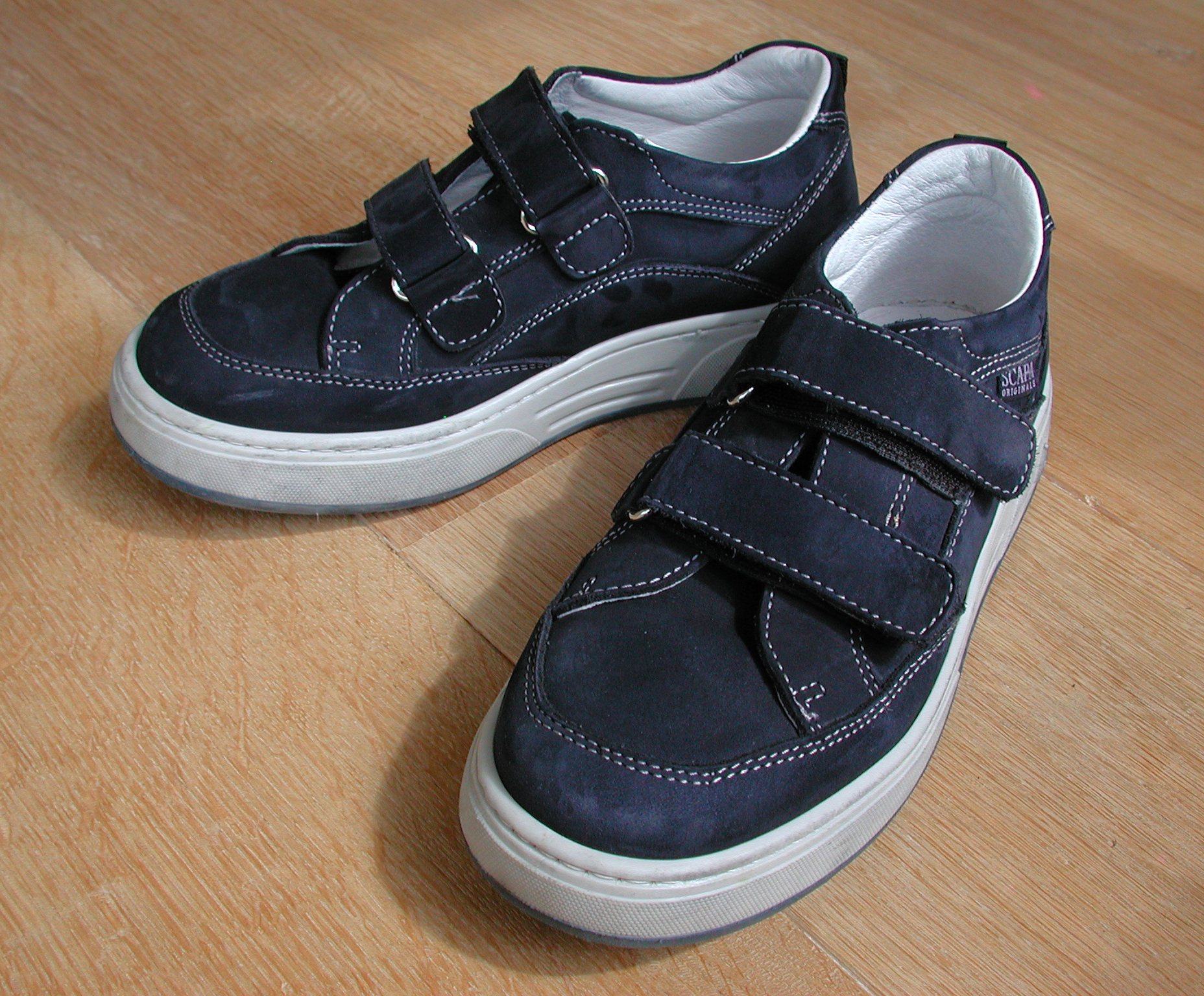
Kinderschoenen
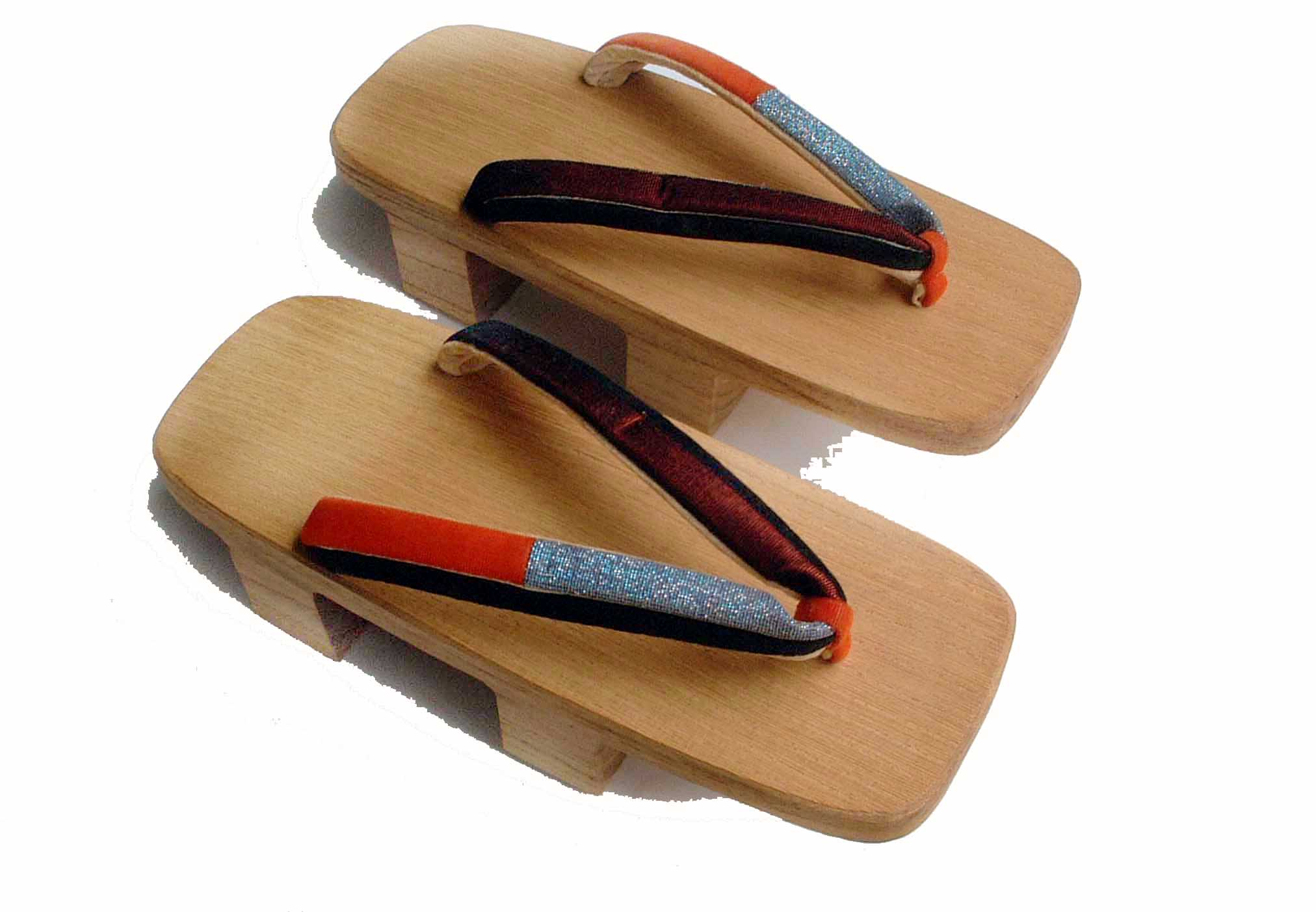
Traditionele Japanse houten schoenen
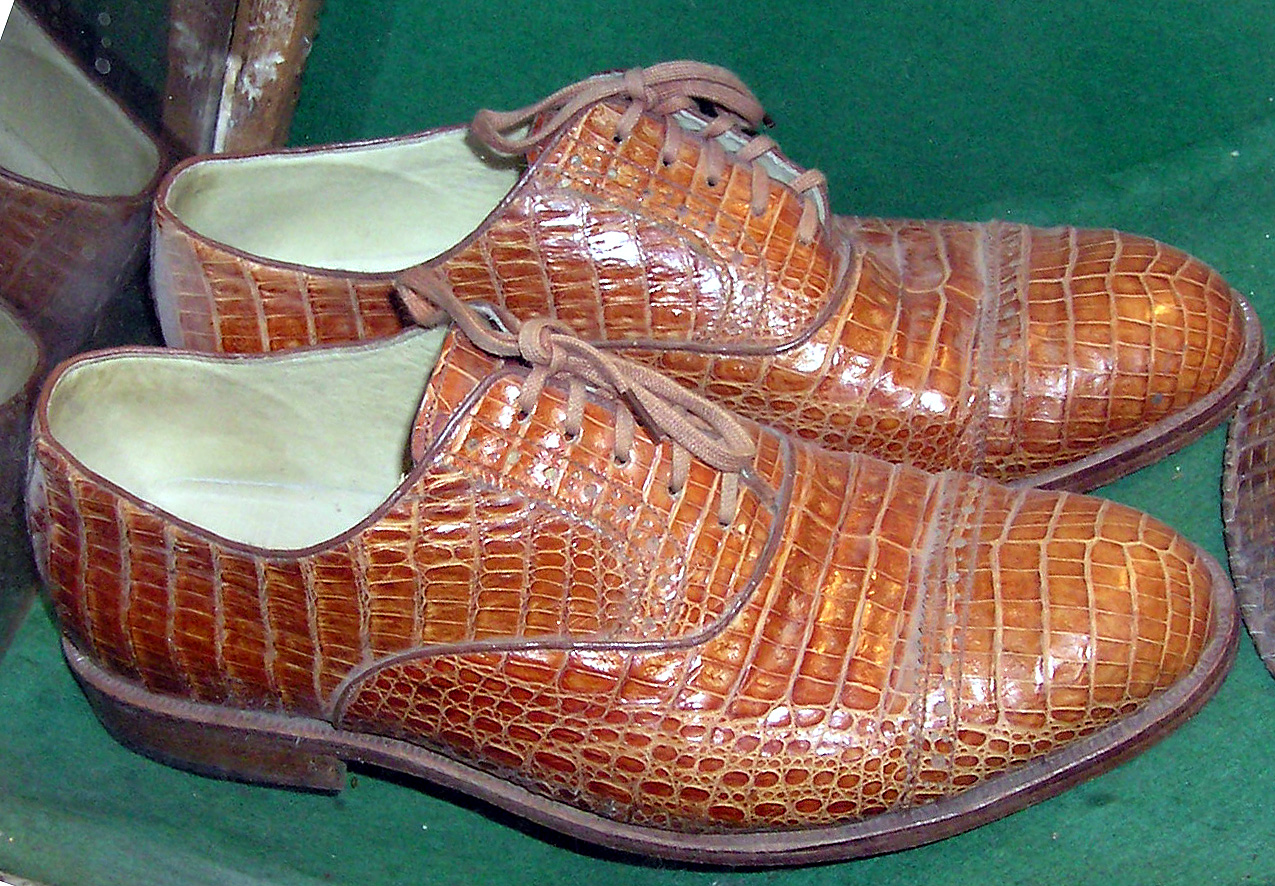
Schoenen van krokodillenleer
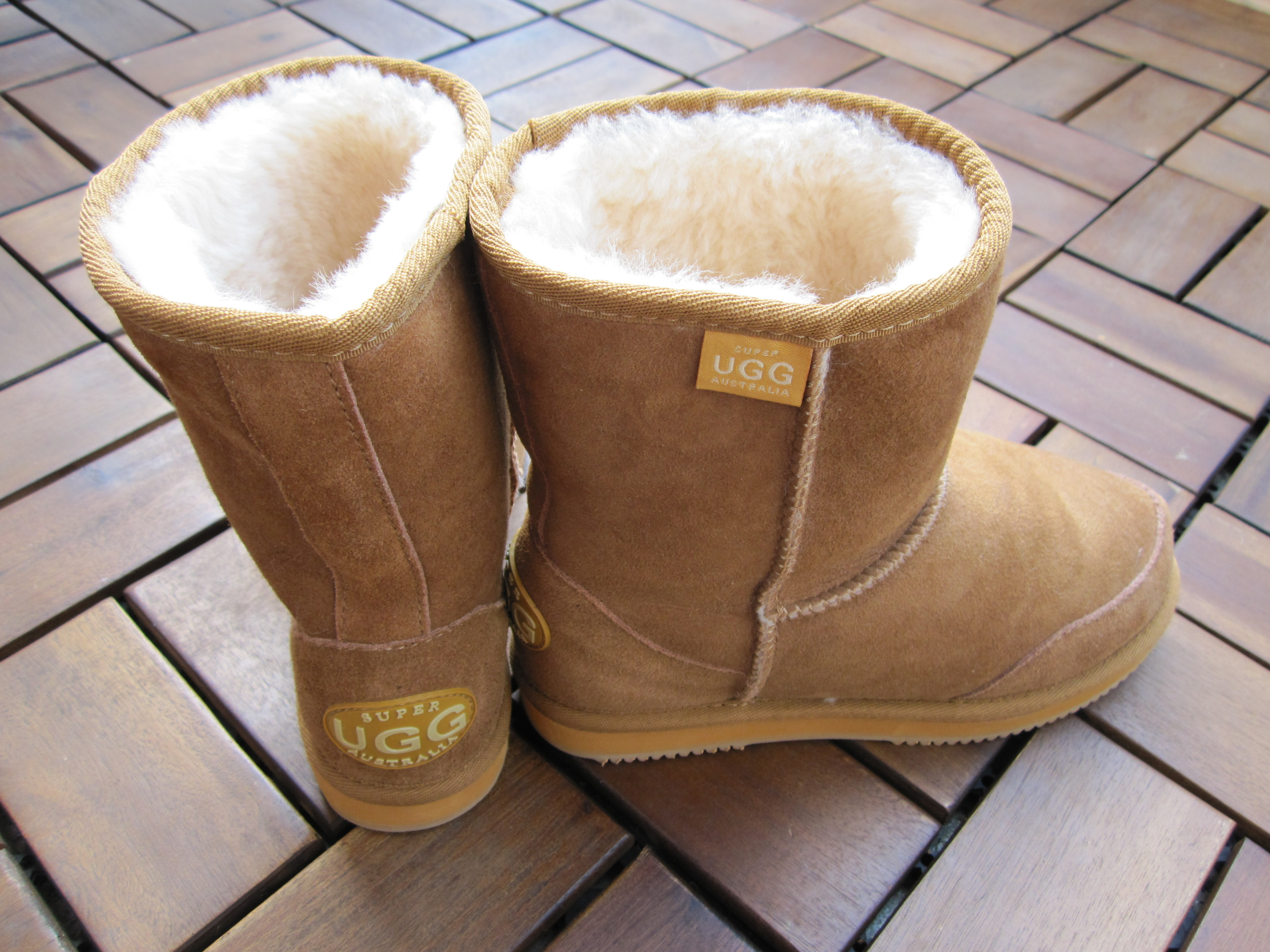
Uggs

- Bibliothèque nationale de France: cb11955690j (data)
- Gemeinsame Normdatei: 4053430-3
- Library of Congress Control Number: sh85121735
- Bibliotheek van het Japanse parlement: 00567074
- Nationale Bibliotheek van Israël: 987007538962205171